# 유당 무첨가 우유

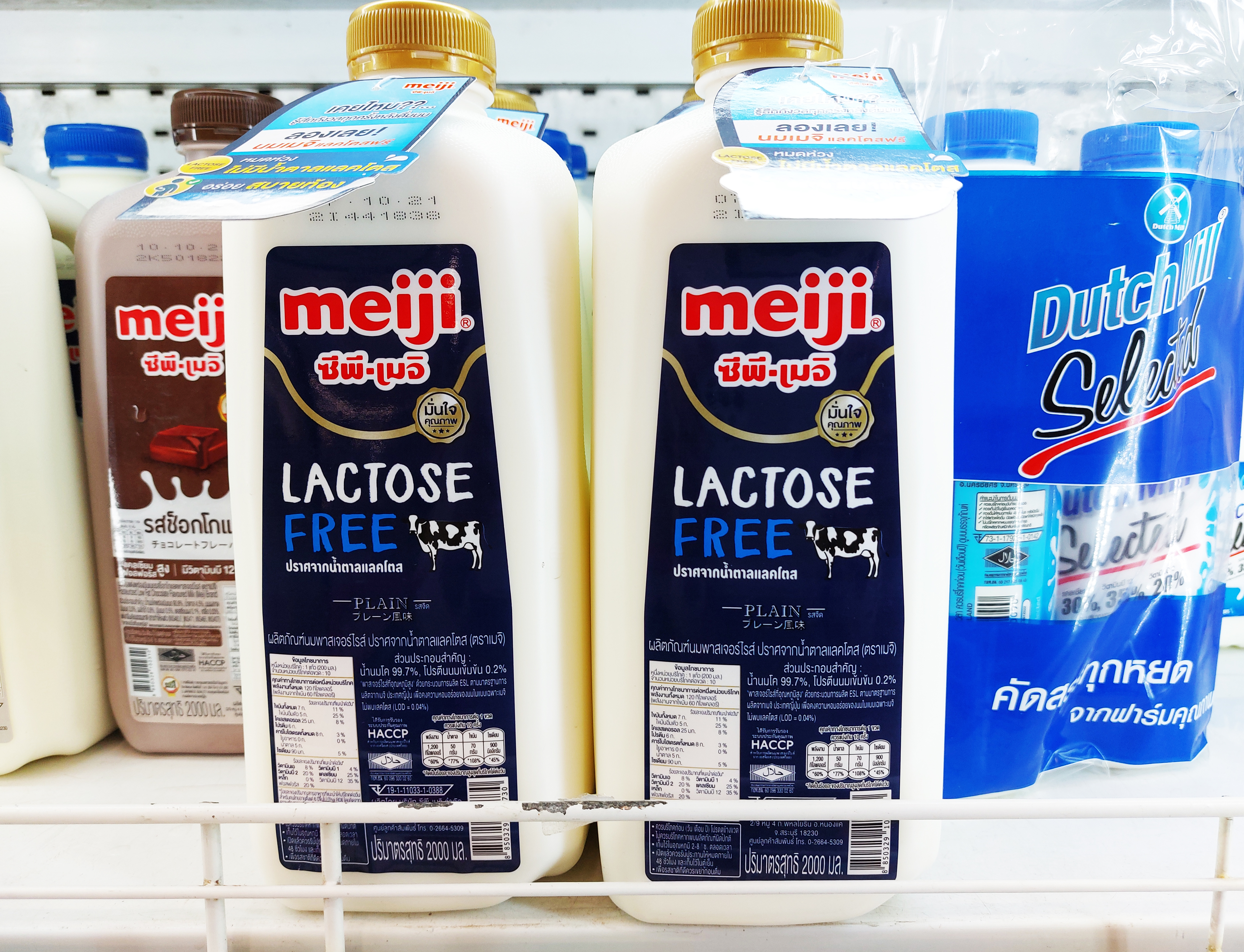
태국 방콕에서 판매 중인 유당 무첨가 우유

유당 무첨가 우유 또는 락토스프리 우유(Lactose-free milk)는 유당이 없고, 보통 갈락토스와 포도당으로 대체된 우유이다. 유당 무첨가 우유는 유당 불내증이 있는 사람들이 주로 섭취하며, 이 우유를 통해 다양한 유제품을 만들 수 있다. 유당 무첨가 우유를 만드는 데에는 다양한 기술과 공정이 존재한다. 가장 흔한 방법은 락테이스라는 효소를 이용하여 소화 가능한 당으로 전환하는 것이다. 장에서 발견되는 락타아제는 포유류의 유당 내성을 가능하게 한다. 유당 무첨가 우유는 동물성 우유이기 때문에 유제품으로 분류된다는 점에서 식물성 밀크와 다르다. 유당 무첨가 우유는 유당 무첨가 우유보다 단맛이 더 강하지만, 이는 제조 과정에 따라 달라질 수 있다.
한편, 유당분해우유는 유당 분해 효소를 추가한 우유를 가리킨다.

## 생산
유당 무첨가 우유는 일반적으로 우유에 락테이스를 첨가한 후 가열하고 혼합하는 방식으로 생산된다. 락타아제는 일반적으로 클루이베로미세스 프라길리스(Kluyveromyces fragilis)와 클루이베로미세스 락티스(Kluyveromyces lactis)와 같은 효모 균주에서 생성된다. β-갈락토시다제는 락토오스 제거에도 사용될 수 있다.

## 같이 보기
- 유제품
- 발효유